# 小トリアノン宮殿

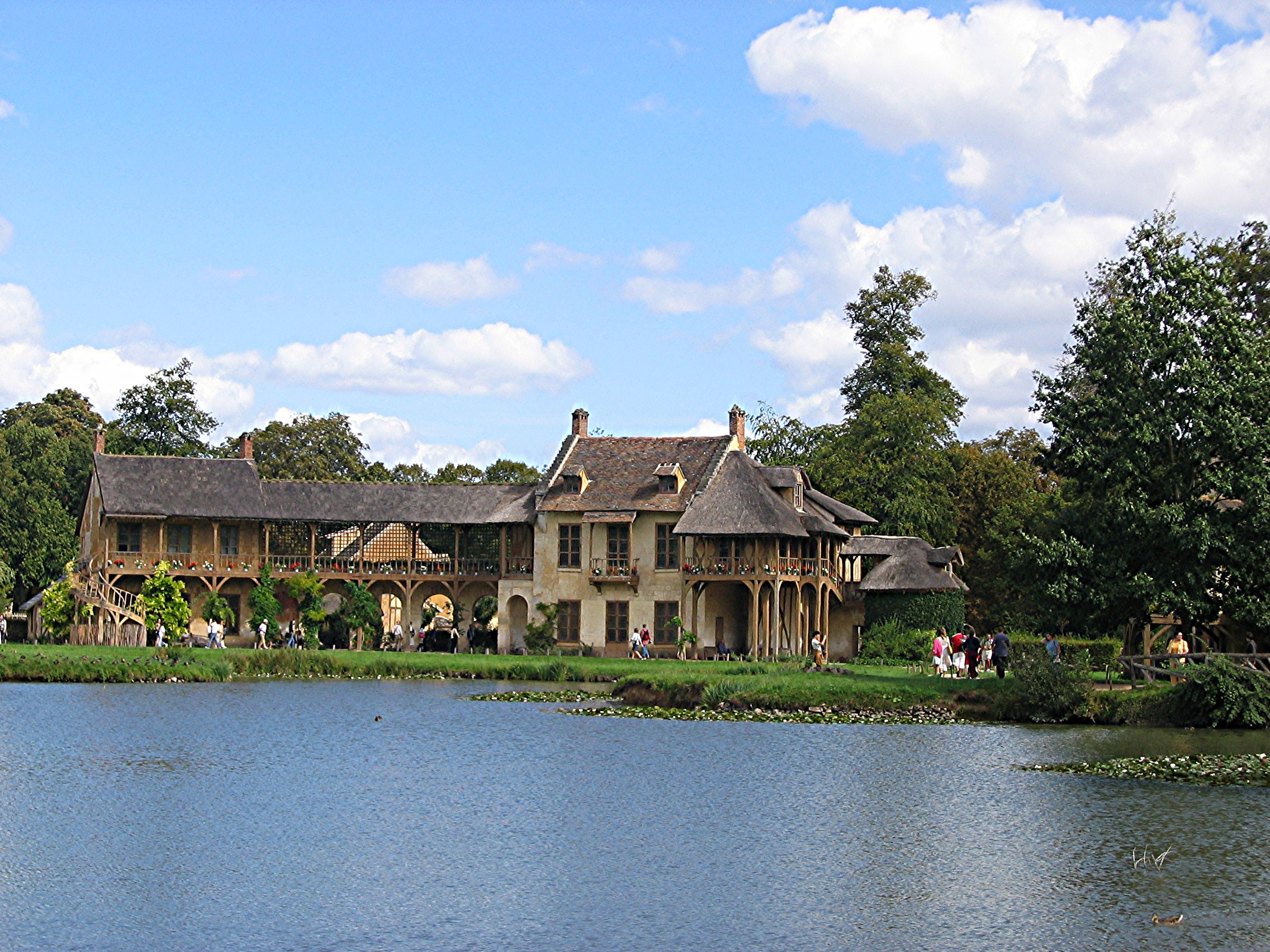
王妃の村里 (Le Hameau de la Reine)

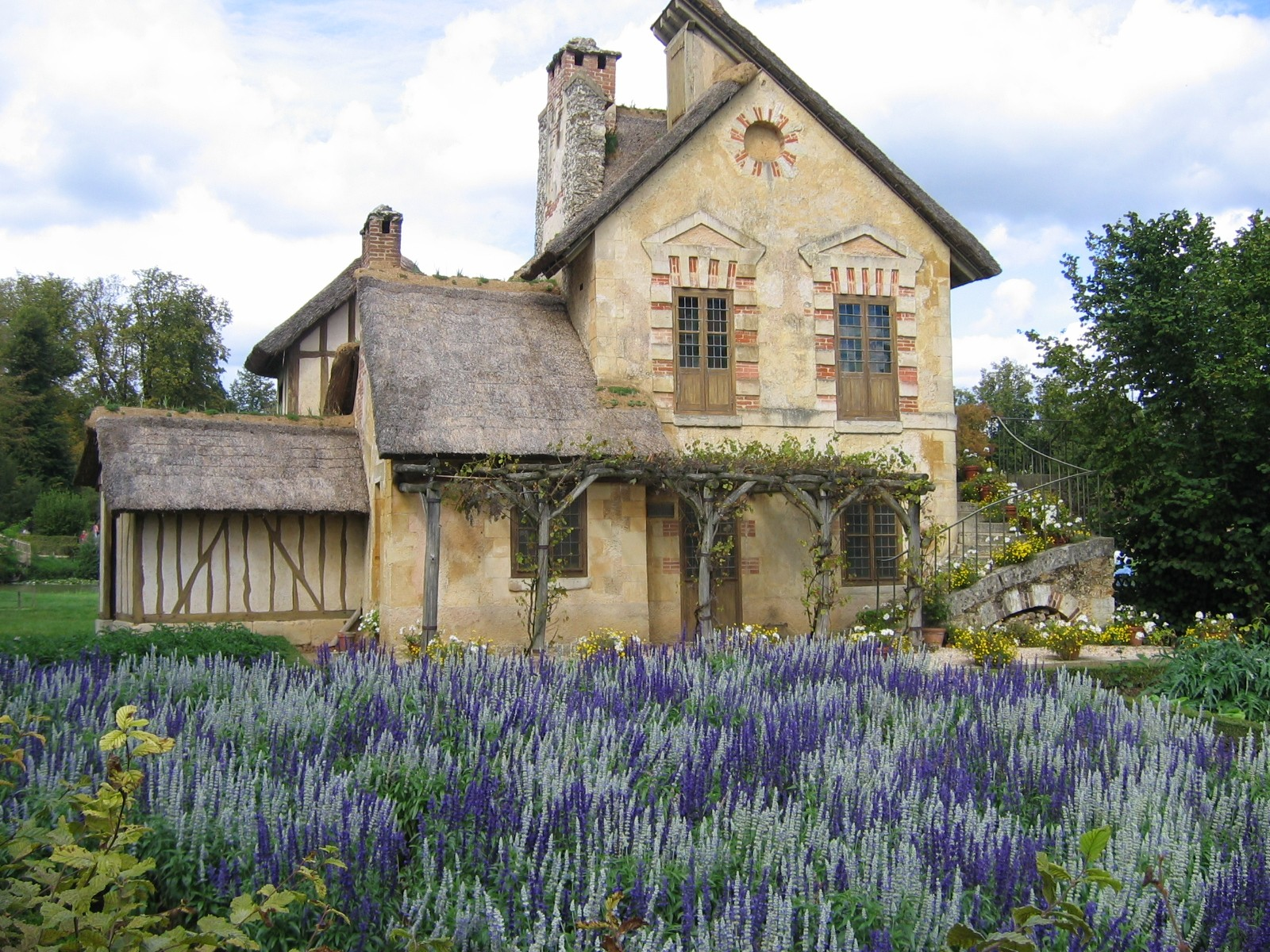
農家を模して建てられたフォリー

小トリアノン宮殿（しょうトリアノンきゅうでん、le Petit Trianon、プチ・トリアノン）は、ヴェルサイユ宮殿の庭園にある離宮の一つ。新古典主義建築であり、建物の形は正方形。内装はロココ様式の最高峰とも評される。
ルイ16世の王妃マリー・アントワネットの私的な宮殿として有名である。彼女は庭園をイギリス式とし、フォリー（装飾建築）として農村に見立てた小集落「ル・アモー・ドゥ・ラ・レーヌ」を作らせた。日本語では「王妃の村里」と訳されている。アントワネットが生前に一人静かに田園生活の風情を楽しんだ所で、最も愛した場所だといわれている。

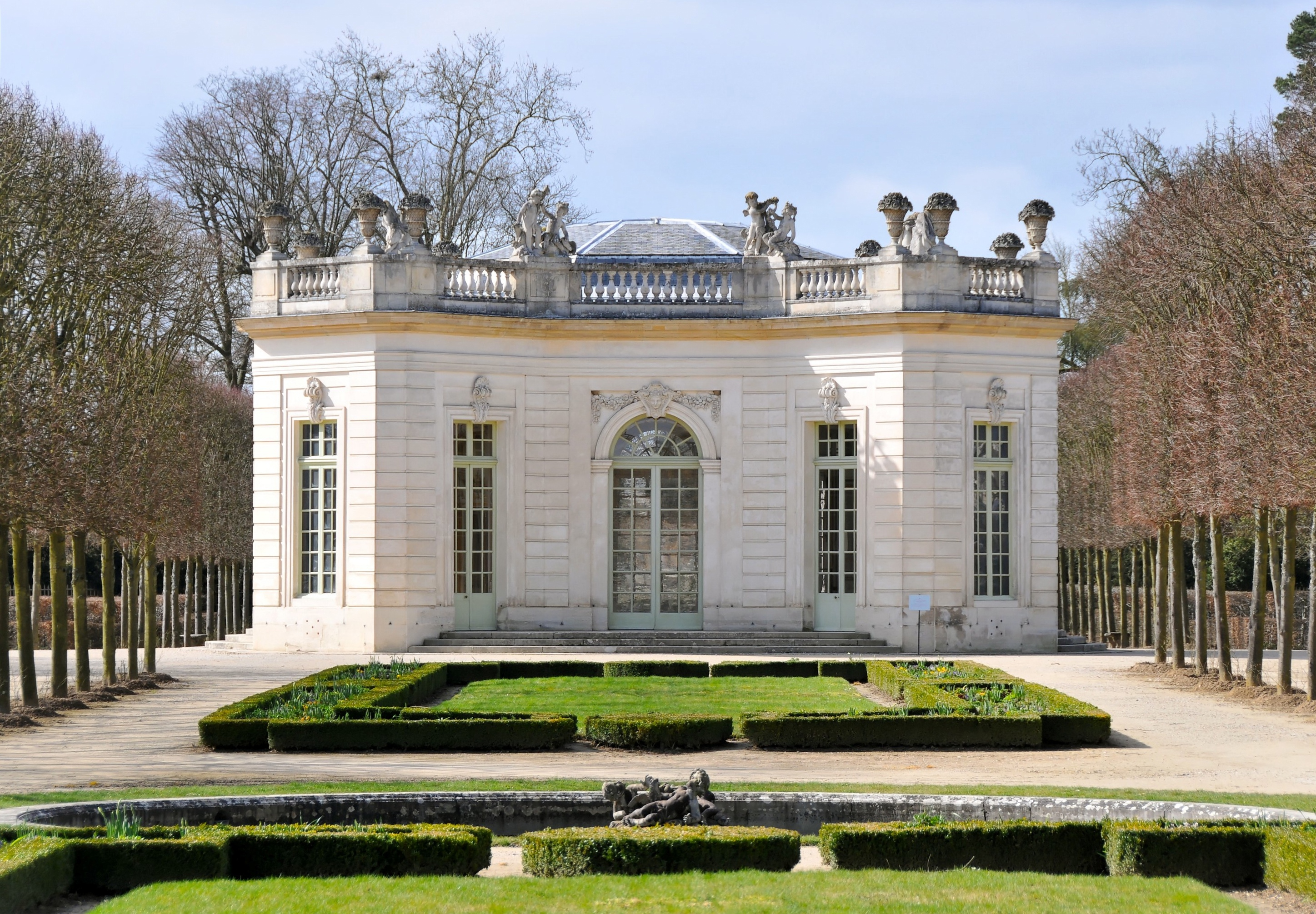
パヴィヨン・フランセ

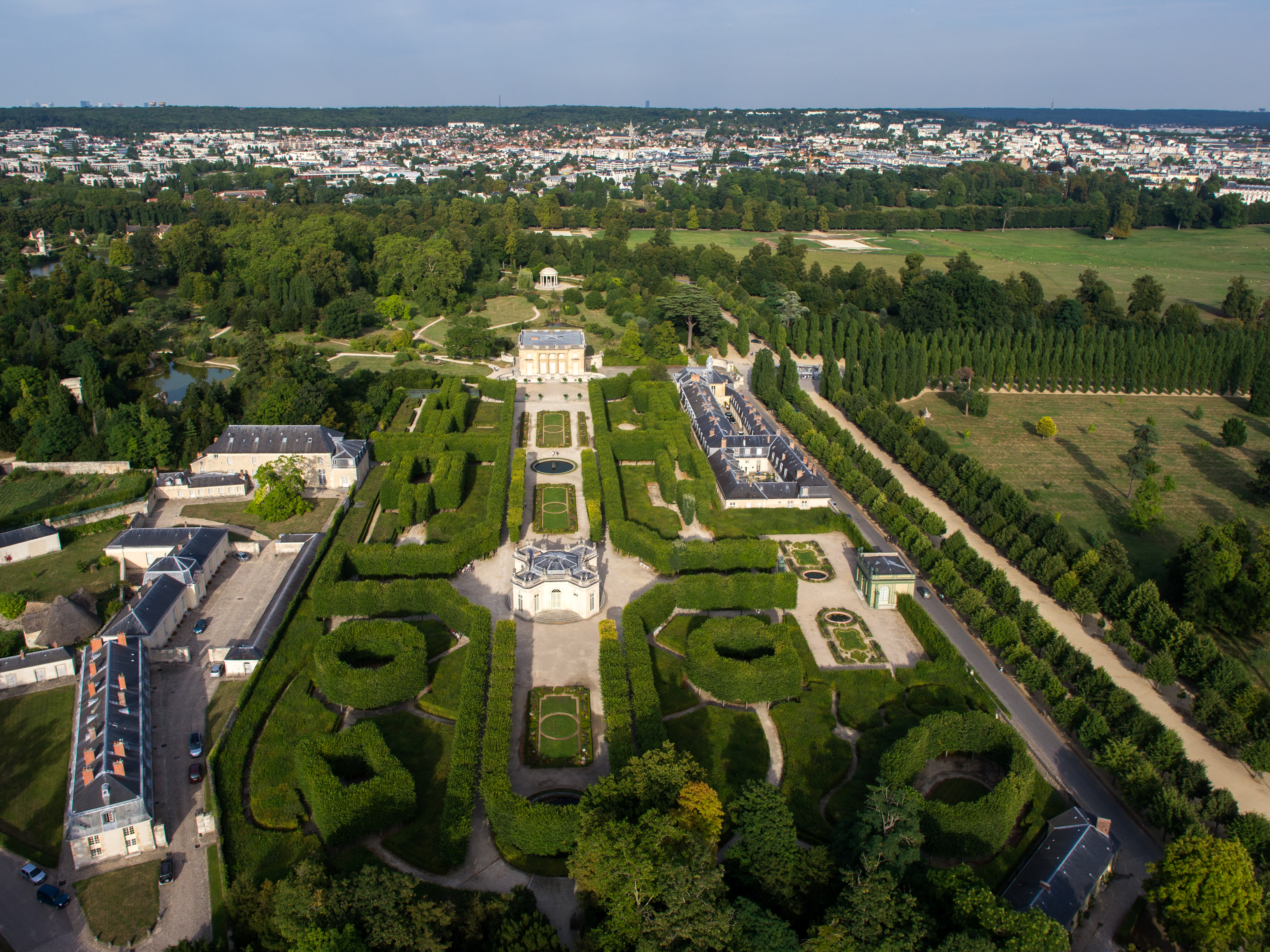
上空から。　プチ・トリアノンが中央に、
Temple de l'Amour が背後にあり、Pavillon français が手前にみえる。

## 概要

### 建築
プチトリアノンは、ルイ14世がベルサイユ宮殿の北西に建てた離宮「大トリアノン宮殿」の敷地に、ルイ15世によって10年ほど前に設置された植物園の中に建設された。 この建物はルイ15世の長年の愛人であったマダム・ド・ポンパドゥールのために計画された。設計はアンジェ・ジャック・ガブリエルで、1762年から1768年の間に建設された 。しかしポンパドゥールは完成の4年前に亡くなり、その後プチトリアノンは彼女の後継者であるマダム・デュ・バリーによって所有された。
1774年に王に即位した20歳のルイ16世は、この小宮殿と周辺の庭園を19歳のマリーアントワネット王妃に、彼女の私的な所有物として与えた。 
アントワネットは、堅苦しい宮廷生活を離れるためだけでなく、王妃としての重圧から逃れるためにプチトリアノンを訪れた。ヴェルサイユで彼女は親族と宮廷両方からかなりのプレッシャーの下にあり、プチトリアノンは彼女が安らぎと余暇を楽しめる唯一の場所であった。そして王妃の所有物であったので、彼女の許可なしには誰も立ち入ることはできなかった。それは夫のルイ16世でさえ例外ではなかったと言われている。王妃の側近であるランバル公妃マリー・ルイーズとポリニャック公爵夫人ヨランド・ド・ポラストロンだけが入館を許可された。こうした排他的な態度が宮廷の貴族たちとの関係悪化につながったと言われている。
プチトリアノン宮殿は、18世紀前半のロココ様式から1760年代以降のより落ち着きのある洗練された新古典派様式への移行期における代表的な例である。四角い箱型の建物であるが、それぞれが面する敷地の用途に応じて緻密に設計された4面のファサードのおかげで魅力的な建築となっている。敷地は傾斜しているため、レベルの違いをステップによって調整している。
建物の内部はプライベートな空間として、できるだけ使用人との接触が少なくてすむように設計された。ダイニングテーブルは移動式で、機械的に上の階に上げ下げ可能で、下の階で使用人がテーブルのセッティングをすることができた。この機械装置は建物の基礎に現存している。女王の寝室では、プライバシー保護のための仕掛けがあった。窓際のパネルはクランクを回して上げ下げできるようになっており、夜は蝋燭の光の反射板となるように鏡が取り付けられていた。 家具はGeorges JacobとJean Henri Riesener作で、クロスはJean-Baptiste Pillementによって描かれていた。内装はシンプルではあるが彼女の好みのスタイルと調和してエレガントであった。

ファサード
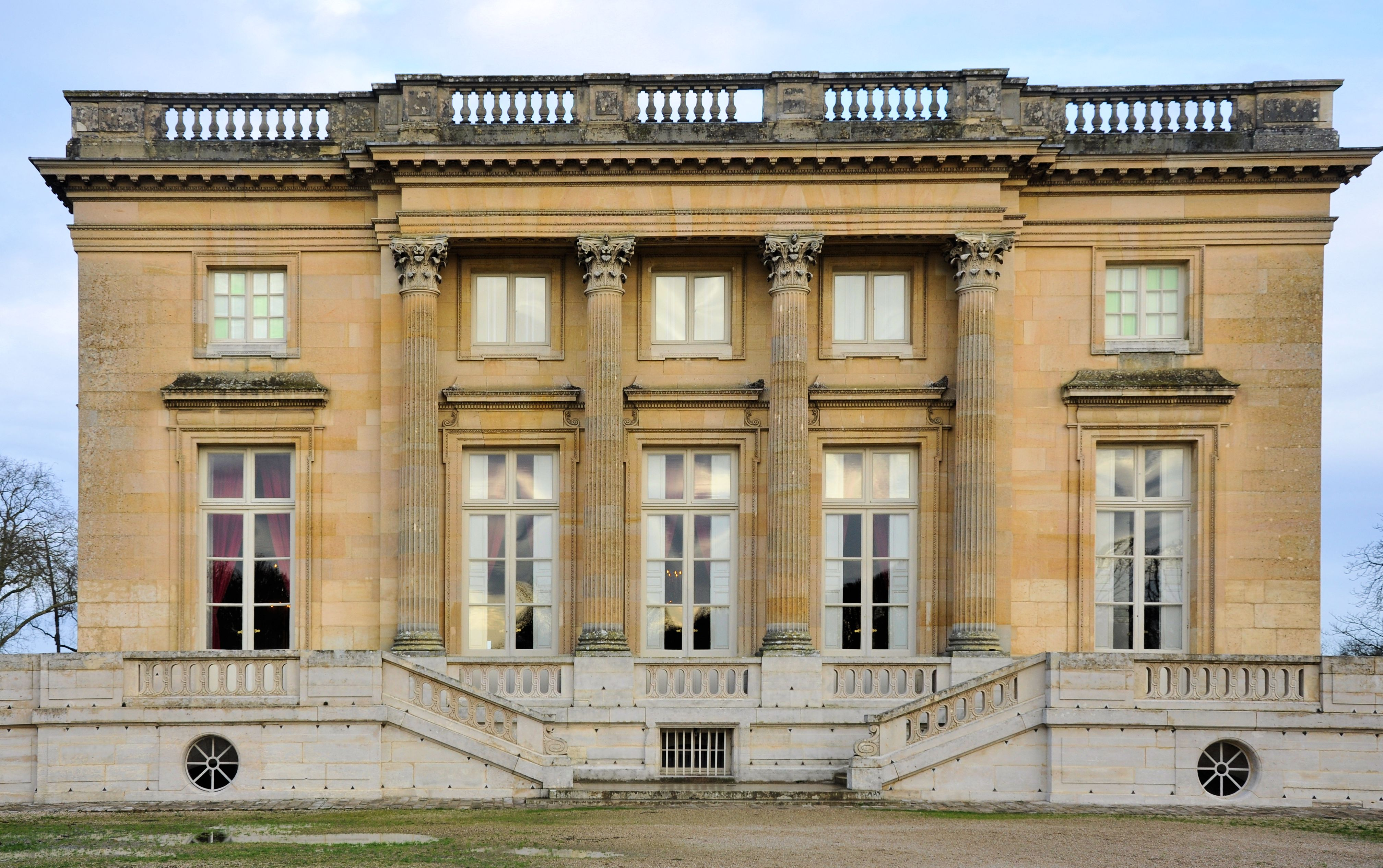
西側ファサード
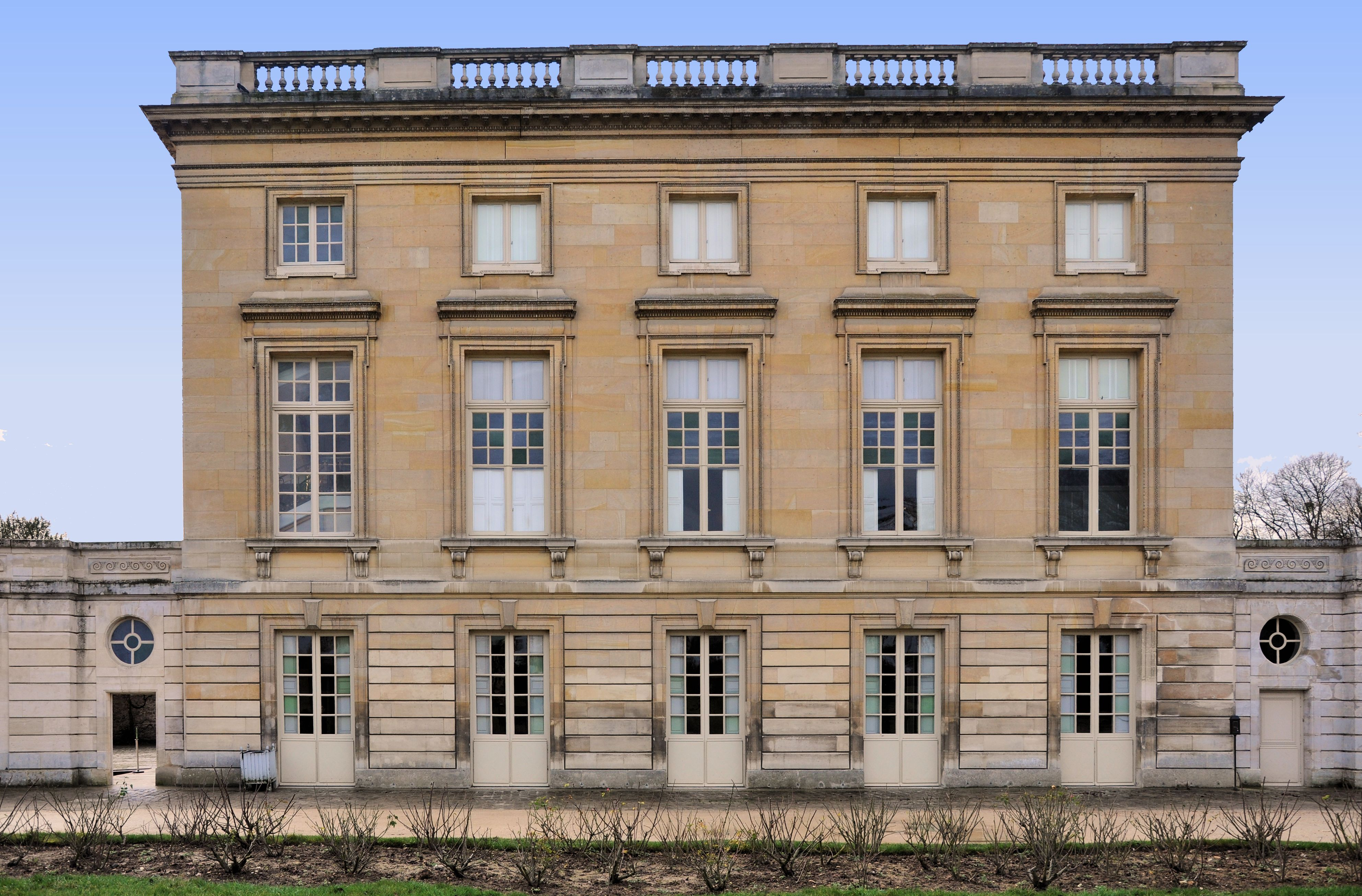
東側ファサード
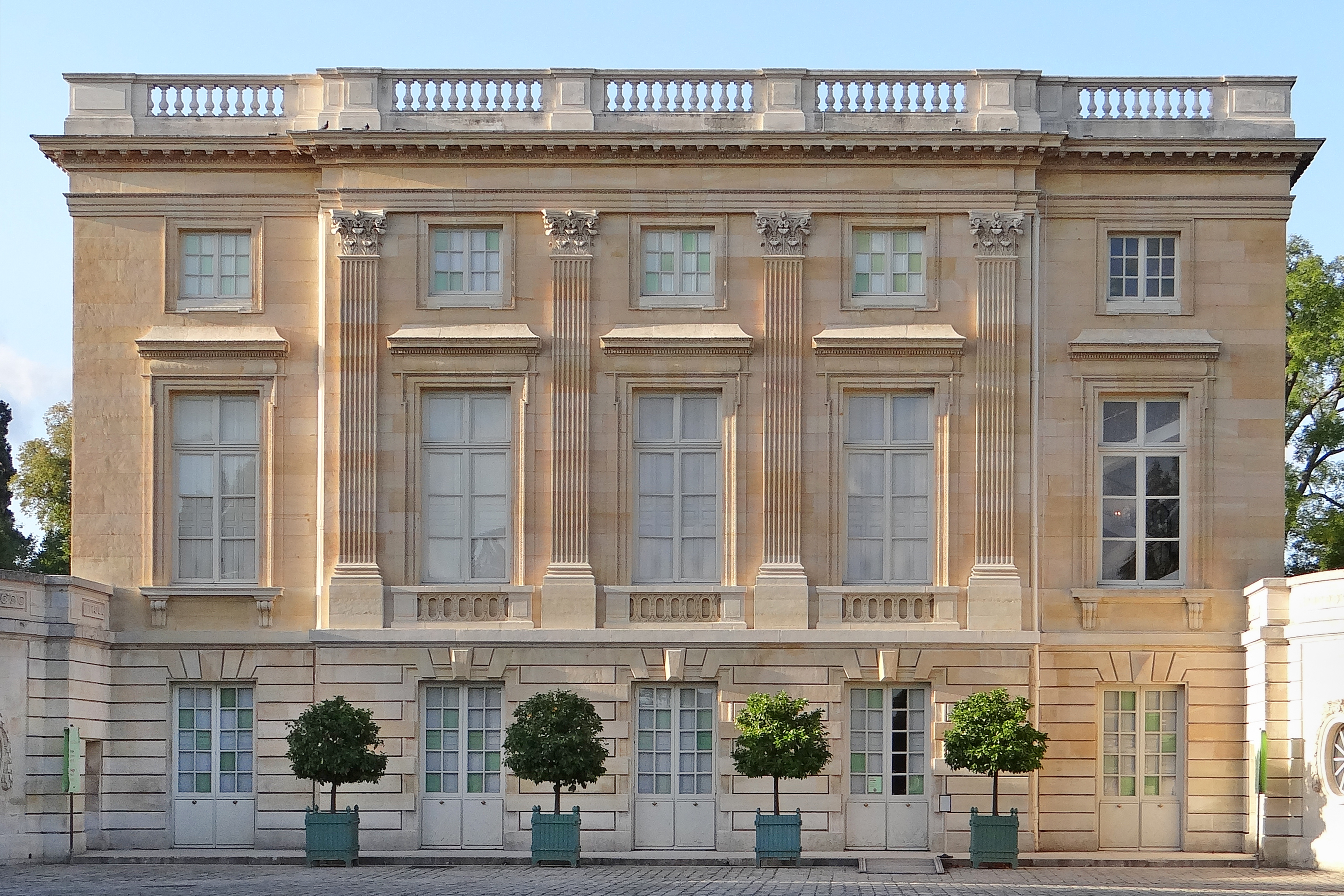
南側ファサード

### フランス革命後の歴史
1789年10月5日、マリー・アントワネットがプチトリアノンの庭園にいたとき、パリから武装した群衆が迫っているという知らせが届いた。翌日、王室は強制退去を命じられた。
プチトリアノンは庭師や他の職員を除いて放棄された。進行中の改装工事は中断され、建設業者に多額の借金が残された。前女王の庭師であるアントワーヌ・リチャードは、内務大臣によって1792年に庭園と植物保育園の学芸員に任命された。1792年7月の君主制の最終的な打倒の後、プチトリアノンのすべての家具、芸術作品および他の貴重品は、1793年6月10日付け条例命令の下で競売にかけられた。オークションは1793年8月25日日曜日に始まり、1794年8月11日まで続いた。売却された物件は広く散らばっていた。銀器、鉛、真鍮製の備品は兵器庫での活用を要望された。彫刻家Amable Boichardは1794年4月に施設から「王族と封建の象徴」を取り除く役目を任命された。
新しい共和国下でプチトリアノンは多くの変更を受けた。国有財産と宣言され、土地は10の区画に分けられた。ベルサイユ市は植物園を設立することを提案したが、この計画は採択されなかった。1796年に土地は居酒屋にリースされ、1801年までに踊りや祭典に使用された。プチトリアノンは放置され、集落の建物も荒廃した。その後、庭園のレイアウトは若干改善され、教育機関が建物の一部を使用していた。
1793年10月16日、アントワネットは処刑されたが、死後に彼女の幽霊に出会ったという目撃談が相次いだという（トリアノンの幽霊）。

## 派生の建築
アメリカ ：
- コロラド州レイクウッドのMay Bonfils Stantonのためにコロラド州の建築家Jacques Benedictが設計したのはトリアノンの正確な複製であるBelmar（1937） [8][9]
- 米国ロードアイランド州ニューポートにある金ぴか時代の大邸宅であるMarble House （1888-92）は、トリアノンの影響を直接受けている。
- ケンタッキー州知事公邸 （1912年）はプチトリアノンに触発されている。
- Koshland Mansion（1902-04）、3800 Washington Street、Presidio Heights、カリフォルニア州サンフランシスコは、Le Petit Trianonのコピー。（マーカスKoshlandという成功したウールのトレーダーの息子によって建てられ、サイモンKoshlandと元の父でリーバイ・ストラウス＆カンパニー CEOのダニエルKoshland によって（2007-12）CNET創設者ハルシー・マイナーが所有していた）
- カリフォルニア州 サンノゼにある「The Petit Trianon」という名前のコンサートホールはそのコピー。
- エール大学で1903年に建てられたバイヤーズホールは建築家ヒス・アンド・ウィークスによるデザインの改作。
- ノースウェイはコネチカット州グリニッジの邸宅であるPetit Trianon Deuxとしても知られ、1908年にグッドイヤータイヤ社の相続人によって建設された。

他の場所 ：
- Petit Trianonと呼ばれる、リオデジャネイロのブラジル文学アカデミー収容する建物はデザインに基づいている。フランス政府によって建てられ、アカデミーに寄付されたもの。
- テヘラン北部に建てられたイラン革命前の投資家Sabet Pasalの本拠地
- ルーマニアにはFloreştiPalatul Cantacuzino（Florești）の近くにプチトリアノンがある。